# Échappées sauvages
Échappées sauvages était un programme de documentaire animalier, diffusée du 27 juin 1999 au 2 avril 2006 sur France 3, et présentée par Jamy Gourmaud et Frédéric Courant.

## Le programme
Dans le cadre de cette émission, était diffusé un documentaire animalier.
Notamment la série documentaire Amérique du Sud, de l'enfer vert à la Terre de Feu.